# Medzilaborce (distrito)
O Distrito de Medzilaborce (eslovaco: Okres Medzilaborce) é uma unidade administrativa da Eslováquia Oriental, situado na Prešov (região), com 12 668 habitantes (em 2001) e uma superfície de 427 km². Sua capital é a cidade de Medzilaborce.

## Demografia
| Ano:        | 1994   | 2004   | 2014   | 2024    |
| ----------- | ------ | ------ | ------ | ------- |
| Broj ljudi: | 12 962 | 12 392 | 12 252 | 10 605  |
| Razlika:    |        | -4,39% | -1,12% | -13,44% |

| Ano:               | 2023   | 2024   |
| ------------------ | ------ | ------ |
| Número de pessoas: | 10 665 | 10 605 |
| Diferença:         |        | -0,56% |

## Cidades
- Medzilaborce (capital)

## Municípios
- Brestov nad Laborcom
- Čabalovce
- Čabiny
- Čertižné
- Habura
- Kalinov
- Krásny Brod
- Ňagov
- Oľka
- Oľšinkov
- Palota
- Radvaň nad Laborcom
- Repejov
- Rokytovce
- Roškovce
- Sukov
- Svetlice
- Valentovce
- Volica
- Výrava
- Zbojné
- Zbudská Belá